# Славка Петровић Средовић
Славка Петровић Средовић (Рума, 22. март 1907 — Рума, 8. јул 1978) била је српска вајарка и медаљерка. Једне од њених најважнијих дела су плакете са ликом Вука Караџића и Исидоре Секулић. На њену каријеру значајно су утицали Урош Предић и Ђорђе Јовановић, који су јој били учитељи.

## Биографија
Славка је рођена 1907. године у Руми у грађанској породици, од оца Ђорђа и мајке Екатарине Петровић. Имала је три сестре и брата Војислава Петровића. У то време, Жарко Миладиновић, српски политичар, доктор правних наука и члан Српске народне радикалне странке, подржао је намеру Славкиног оца Ђорђа Петровића, да отвори штампарију, прву српску у Руми, поред немачке штампарије, која је држала сав монопол у том граду. Оснивањем штампарије почело је објављивање материјала на ћирилици, а деца у породици Поповић, између осталог и Савка, имали су прилику да се образују и од малих ногу сусрећу на интелектуалцима тог времена. Поред Славке, њена сестра Јелка такође је била уметница. Аматерски је сликала и прикупљала етниошке елементе Срема, које поклонила Завичајном музеју у Руми.
Славкин супруг је био Симеон Средовић, а кумови на њиховом венчању уметници Мира и Сава Сандић. Из брака са Средовићем има ћерку Мирну.

## Образовање
Након што је завршила основну и прва два раздреда Гимназије у родној Руми, Славка се упутила у Нови Сад, на даља усавршавања.
Још одмалена се заинтересовала за уметност, а чак иако се у то време уметници сматрани чудним, поготову жене, Славка је имала пуну подршку своје породице.
У Новом Саду учила је од изузетној искусних и познатих, Уроша Предића који ју је обучавао технике сликарства и Ђорђа Јовановића, који ју је учио техникама вајарства. Након тога, 1928. године Славка одлази у Париз, где је о вајарству подучава Едуард Кворток, а у Дижону учи о огранку вајарства, медаљарству, област коју је највише заволела.
Током свог усавршавања у Француској, учила је и од Аристид Мајола и Пола Гаска. Након Француске, боравила је и у Грчкој и Италији, где се такође усавршавала.

## Рад
Након усавршавања широм Европе Славка се припремала за своје прво излагање у Београду 1933. године. Ипак, игром случаја, у Београд је стигла тек пред почетак Другог светског рата изнајмивши стан у центру града. Током бомбардовања Београд 1941. године, од бомби крила се у насељу Беле Воде, заједно са њеним пријатељицом Исидором Секулић. За време евакуације из града, Славка је са собом понела и спасила уништења скулптуру Сељанчица, која је 1955. године изложена у Руми.
Након завршетка Другог светског рата, одржала је своју прву изложбу у родној Руми у Градској библиотеци, 1955. године, када је Народни одбор откупио њену скулптуру Три детета за 550.000 динара. Након изложбе у родном граду, излагала је своја дела у Сплиту (1955), Паризу (1956), Сомбору (1957),
Београду (957, 1959, 1962 и 1967), у Сремској Митровици (1957), Подгорици, и у Супетару (1974). Радила је портрете, бисте, медаље и и плакете, представљала своја и групна дела која је радила са својим колегама.
Током своје уметничке каријере никад није одустала од израде скулптура, иако је уметничку афирмацију остварила у медаљарству. Постављена је 1967. године за доживотног председника СФРЈ , Светске организације медаљара ФИДЕМ, чије је седиште у Паризу. Као њихов члан Славка је своје радове излагала широм Европе.
 Славка је у то време била чланица готово свих уметничких друштава на простору СФРЈ, између осталог и члан Удружења ликовних уметника Србије, Нумизматичког друштва у Загребу, Друштва немачких љубитеља медаља и многих других. У родној Руми је у Борковачкој колонији од њеног оснивања окупљала уметнике и љубитеље уметности и излагала своја дела. Једни од њених најпознатијих радова су плакета са ликом Вука Караџића, рељеф плакете Исидоре Секулић, Споменик Слободи и Споменик Деца са књигом у Малом парку у Руми.
Своје радове готово никада није потписивала именом, већ иницијалима СПС и годином, а поред иницијала понекад само по месту настанка.

## Смрт
После тешке и дуге болести, Славка Петровић Средовић преминула је у 71. години 8. јула 1978. године у Руми. Сахрањена је на Градском гробљу у Руми, а иза себе оставила је велики број дела која су поклоњена Галерији Матице Српске.